# Poicephalus fuscicollis suahelicus
Poicephalus fuscicollis suahelicus es una subespecie de Poicephalus fuscicollis, perteneciente al género Poicephalus. Se encuentra en el sur de África, desde el sur del Congo y Tanzania hasta el norte de Namibia y en algunas zonas de Sudáfrica. Algunos autores lo definen como Poicephalus robustus suahelicus.